# 群馬県道62号沼田大間々線
群馬県道62号沼田大間々線（ぐんまけんどう 62ごう ぬまたおおまません）は、群馬県沼田市からみどり市に至る県道（主要地方道）である。

## 概要
本県道は、赤城山の北側に位置する沼田市と、山の東側に位置するみどり市大間々地区を連絡する道路である。
赤城山周囲のうち、袈裟丸山一帯との間の山岳地帯になっている北東側を抜けることのできる唯一の車道である。群馬県北部から交通網の整備された群馬県東部へ抜けられるだけでなく、国道120号金精道路の冬期閉鎖期間は、群馬県北部と栃木県日光市とを連絡する最短経路にもなる。

### 路線データ
- 総延長 : 50.9439 km[1]
  - 実延長 : 41.6544 km[1]
  - 重用延長 : 9.2895 km[1]
- 起点 : 群馬県沼田市上之町（上之町交差点＝国道120号・国道401号・群馬県道1号沼田檜枝岐線交点）
- 終点 : 群馬県みどり市大間々町大間々（大間々町6丁目交差点＝国道122号・国道353号・群馬県道69号大間々世良田線・群馬県道70号大間々上白井線・群馬県道73号伊勢崎大間々線交点）

## 歴史
群馬県北部の利根郡と、赤城山南方を取り巻く勢多郡の東部で渡良瀬川筋に近い地域を短絡する道筋は、赤城山と袈裟丸山の間の低い位置にある小出屋峠を経由する「根利道」と呼ばれる徒歩道が古くから存在しており、人の背や牛馬を用いての農産物や養蚕関連の輸送が行われ、沿道の根利や南郷といった集落は宿場となっていた。
車道として整備されたのは明治末期以降で、当初は群馬県の県費支弁の里道として整備が進められた。その後も整備改良が進められたものの、途中が過疎地帯であるため1 - 1.5車線の狭隘路が長く続くのみならず、豪雪地帯である群馬県北部の山岳地帯を経由する条件から冬期の積雪・凍結が著しく、峠区間の冬期閉鎖を余儀なくされていた。
1990年代以降、緊急地方道路整備事業の対象となってトンネル掘削・新規架橋を伴った大規模改良工事が急速に進展した。

### 年表
- 1913年（大正2年）7月 - 峠越えの車道開通
- 1920年（大正9年）4月1日 - 沼田大間々線として群馬県道に指定
- 1954年（昭和29年）8月10日 - 主要地方道に認定[1]
- 1993年（平成5年）5月11日 - 建設省から、県道沼田大間々線が沼田大間々線として主要地方道に指定される[2]。
- 2004年（平成16年）3月27日 - 勢多郡黒保根村（現・桐生市）下田沢地区にて楡高トンネル（全長1281.0m）を含む改良区間約3kmの全面供用開始

## 路線状況
本県道の単独区間は約40kmと長く、近年山岳区間でのトンネル開削などのバイパス化進展で通年通行可能な整備が進められたが、沼田市利根町日影南郷から桐生市黒保根町下田沢の区間はアップダウンやカーブの連続でなおかつ道幅が狭いなど、条件の悪い区間が残る。
また大正時代以来の路線付け替えも多く、途中の根利 - 南郷間では営林署の軌道跡を利用した区間もある。

### 通称
- 利根沼田望郷ライン（沼田市白沢町尾合 - 白沢町岩室）
- 東国文化歴史街道（桐生市黒保根町下田沢・下田沢交差点 - 終点）

### 重複区間
- 群馬県道70号大間々上白井線（桐生市黒保根町下田沢 - 終点）
- 国道122号（桐生市黒保根町下田沢・下田沢交差点 - 終点）
- 群馬県道335号梨木上神梅停車場線（桐生市黒保根町宿廻・宿廻交差点 - みどり市大間々町上神梅）
- 国道353号（みどり市大間々町大間々・大間々町6丁目中交差点 - 終点）

### 道路施設

#### 道の駅
- 道の駅くろほね・やまびこ（桐生市黒保根町下田沢）

#### トンネル
- 広富トンネル（沼田市利根町根利）
- 高泉トンネル（沼田市利根町根利）
- 楡高トンネル（桐生市黒保根町下田沢）
- 城下トンネル（桐生市黒保根町下田沢 - 黒保根町宿廻）

### 交差する河川
- 白沢川（沼田市白沢町平出 - 白沢町尾合）
- 片品川（赤城根橋、沼田市利根町園原 - 利根町日向南郷）
- 根利川（南郷橋、沼田市利根町日向南郷 - 利根町日影南郷）
- 高泉川（高泉橋、沼田市利根町根利）
- 赤面川（桐生市黒保根町下田沢）
- 小黒川（萱野橋、桐生市黒保根町下田沢）
- 高楢川（高楢大橋、桐生市黒保根町下田沢）
- 鹿角川（鹿角橋、桐生市黒保根町下田沢）
- 南雲川（南雲橋、桐生市黒保根町下田沢）
- 気勝沢川（桐生市黒保根町下田沢）
- 川口川（城下橋、桐生市黒保根町宿廻）
- 深沢川（深沢橋、桐生市黒保根町宿廻 - みどり市大間々町上神梅）
- 湯沢川（みどり市大間々町下神梅）

## 地理

### 通過する自治体
- 沼田市
- 桐生市
- みどり市

### 交差する道路

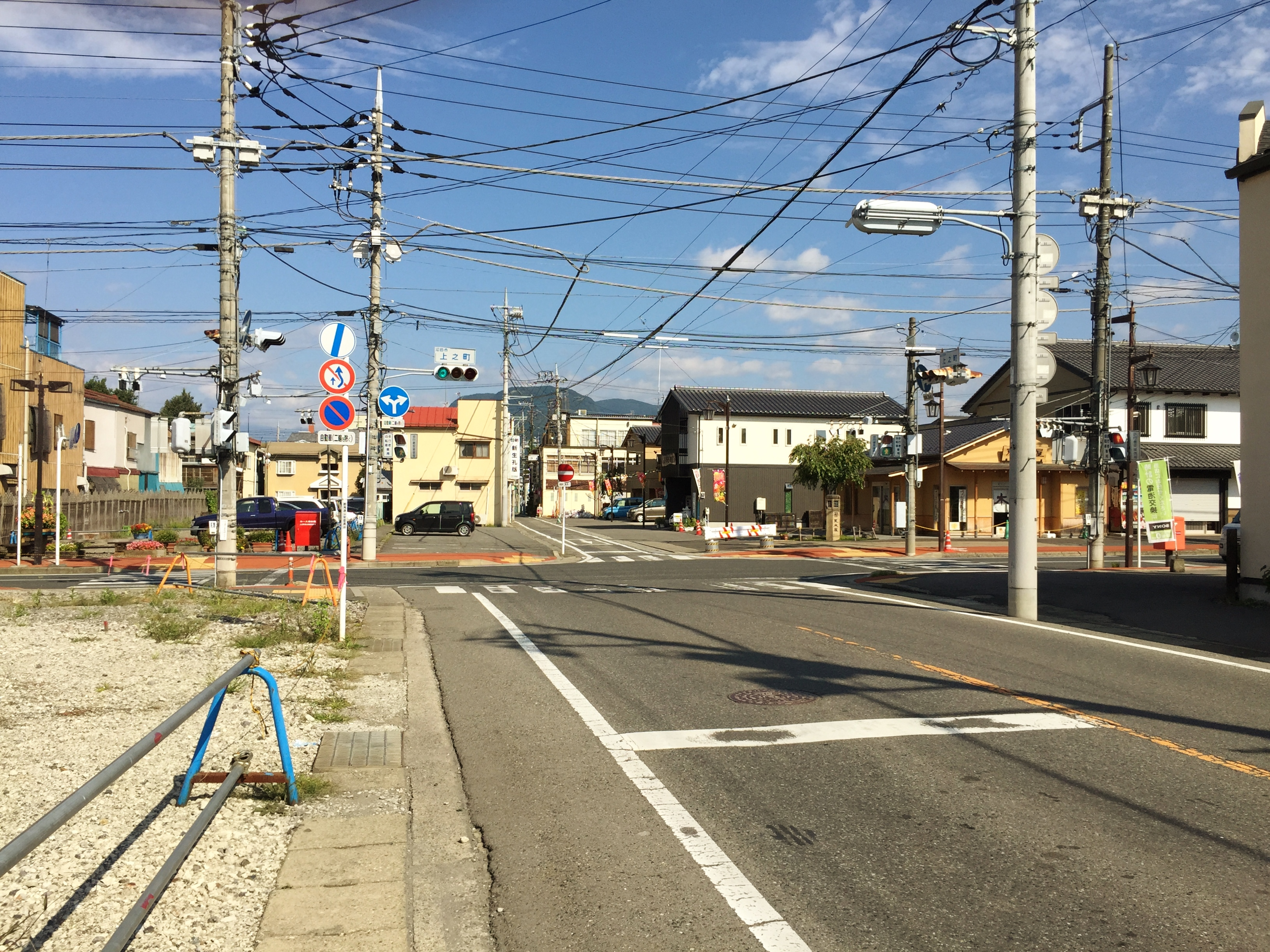
沼田市・上之町交差点
（起点、2015年9月）
県道1号の起点でもある。
写真奥方向が県道62号、写真右方向が国道120号・国道401号・県道1号、写真左方向が国道120号・国道401号、写真奥方向方向が市道である。

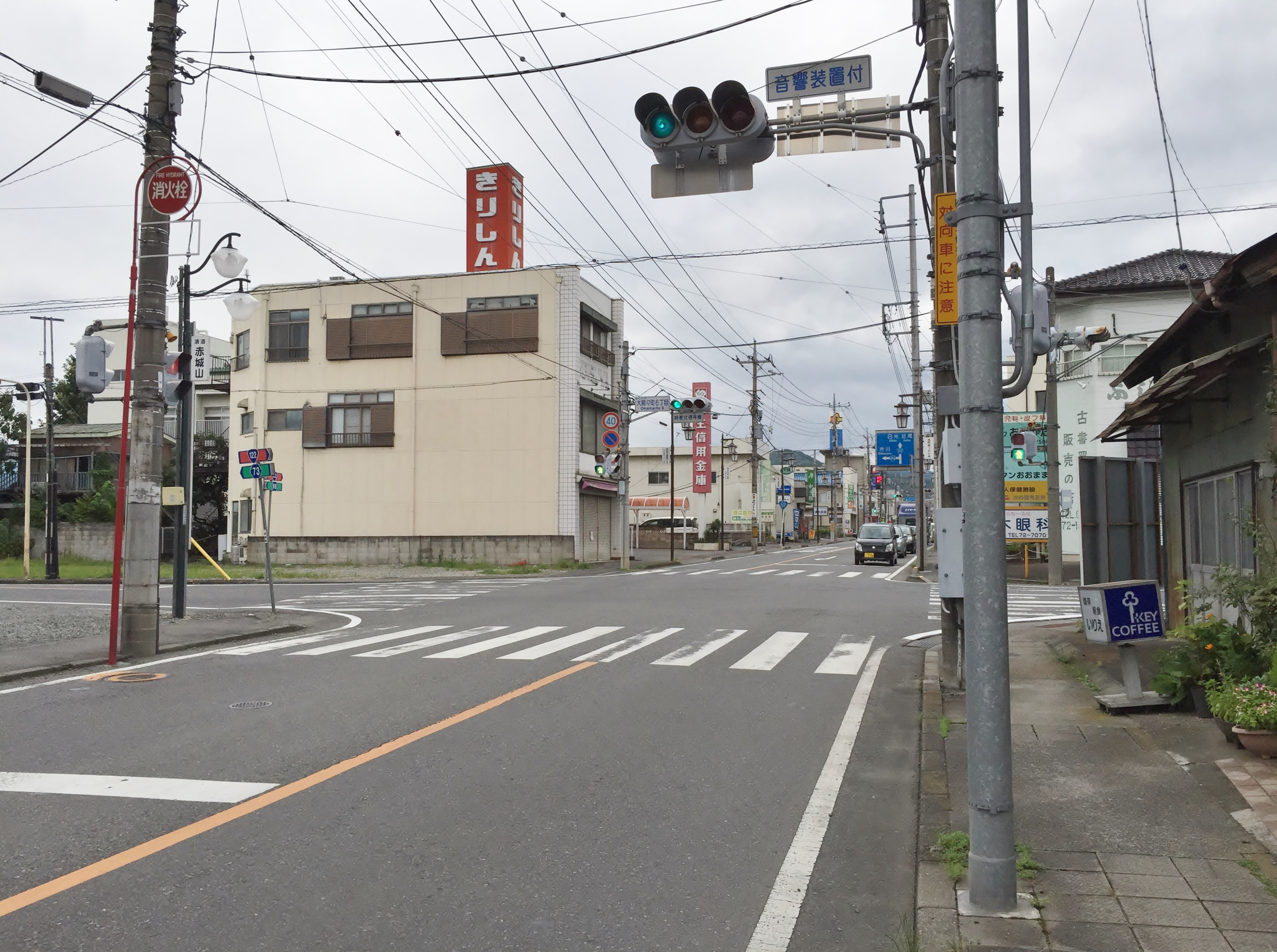
みどり市・大間々町6丁目交差点
（終点、2015年8月）
県道69号・70号の起点かつ県道73号の終点でもある。
写真奥方向が国道122号・国道353号・県道62号・県道70号、写真右方向が国道122号・国道353号、写真手前方向が県道69号、写真左方向が県道73号である。

- 国道120号（国道401号・群馬県道1号沼田檜枝岐線 重複）（起点）
- 群馬県道251号沼田赤城線（沼田市上沼須町・上沼須町交差点）
- 群馬県道255号下久屋渋川線（沼田市下久屋町・下久屋町(下)交差点）
- 群馬県道267号日向南郷大原線（沼田市白沢町岩室）
- 群馬県道257号根利八木原大間々線（沼田市利根町根利）
- 群馬県道70号大間々上白井線（桐生市黒保根町下田沢）
- 国道122号（桐生市黒保根町下田沢・下田沢交差点）
- 群馬県道335号梨木上神梅停車場線（桐生市黒保根町宿廻・宿廻交差点）
- 群馬県道335号梨木上神梅停車場線（みどり市大間々町上神梅）
- 群馬県道333号上神梅大胡線（みどり市大間々町上神梅）
- 群馬県道257号根利八木原大間々線（みどり市大間々町桐原・上桐原交差点）
- 群馬県道338号駒形大間々線（みどり市大間々町大間々・大間々3丁目交差点）
- 群馬県道348号大間々停車場線（みどり市大間々町大間々・大間々駅入口交差点）
- 国道353号（みどり市大間々町大間々・大間々町6丁目中交差点）※ここから終点まで重複
- 国道122号（国道353号 重複）・群馬県道69号大間々世良田線（群馬県道78号太田大間々線 重複）・群馬県道73号伊勢崎大間々線（終点、群馬県道70号大間々上白井線 起点）

### 沿線にある施設など
- 沼田市立沼田小学校（沼田市西倉内町）
- 沼田市役所（沼田市西倉内町）
- 沼田市立利南東小学校（沼田市上久屋町）
- 本宿駅（わたらせ渓谷鐵道）（桐生市黒保根町宿廻）
- 上神梅駅（わたらせ渓谷鐵道）（みどり市大間々町上神梅）
- 桐生警察署大間々分庁舎（みどり市大間々町桐原）
- みどり市立大間々北小学校（みどり市大間々町桐原）
- みどり市大間々博物館（コノドント館）（みどり市大間々町大間々）
- 大間々駅（わたらせ渓谷鐵道）（みどり市大間々町大間々）
- 群馬県立大間々高等学校（みどり市大間々町桐原）